# Villeneuve-sur-Conie
Pour les articles homonymes, voir Villeneuve et Conie (homonymie).
Villeneuve-sur-Conie est une commune française, située dans le département du Loiret en région Centre-Val de Loire.

## Géographie

### Localisation
La commune de Villeneuve-sur-Conie se trouve dans le quadrant nord-ouest du département du Loiret,  en limite du département d'Eure-et-Loir, dans la région agricole de la Beauce de Patay et l'aire urbaine d'Orléans.  À vol d'oiseau, elle se situe à 24,6 km  d'Orléans, préfecture du département, et à 3,3 km de Patay, ancien chef-lieu du canton dont dépendait la commune avant mars 2015. La commune fait partie du bassin de vie de Patay.
Les communes les plus proches sont : La Chapelle-Onzerain (3,1 km), Patay (3,3 km), Tournoisis (4,3 km), Guillonville (5,2 km, en Eure-et-Loir), Péronville (5,4 km, en Eure-et-Loir), Saint-Péravy-la-Colombe (6 km), Rouvray-Sainte-Croix (6,3 km), Saint-Sigismond (7,3 km), Coinces (7,6 km) et Terminiers (7,9 km).

### Géologie et relief

#### Géologie
La commune se situe dans le sud du Bassin parisien, le plus grand des trois bassins sédimentaires français. Cette vaste dépression, occupée dans le passé par des mers peu profondes et des lacs, a été comblée, au fur et à mesure que son socle s’affaissait, par des sables et des argiles, issus de l’érosion des reliefs alentours, ainsi que des calcaires d’origine biologique, formant ainsi une succession de couches géologiques.
Les couches affleurantes sur le territoire communal sont constituées de formations superficielles du Quaternaire et de roches sédimentaires datant du Cénozoïque, l'ère géologique la plus récente sur l'échelle des temps géologiques, débutant il y a 66 millions d'années. La formation la plus ancienne est du calcaire de Pithiviers remontant à l’époque Miocène de la période Néogène. La formation la plus récente est des alluvions récentes des lits mineurs remontant à l’époque Holocène de la période Quaternaire. Le descriptif de ces couches est détaillé dans  les feuilles « n°326 - Orgères-en-Beauce » et « n°362 - Patay » de la carte géologique au 1/50 000ème du département du Loiret, et leurs notices associées,.

Carte géologique de la commune.

|  | Fz : | alluvions récentes des lits mineurs, Holocène |

|  | qOE : | Limons et Loess, Quaternaire |

|  | m2MSO : | marnes et sables de l'Orléanais, Burdigalien |
|  | m1CPi : | calcaire de Pithiviers, Aquitanien           |

#### Relief
La superficie cadastrale de la commune publiée par l’Insee, qui sert de références dans toutes les statistiques, est de 17,97 km2,. La superficie géographique, issue de la BD Topo, composante du Référentiel à grande échelle produit par l'IGN, est quant à elle de 17,98 km2. Son relief est relativement plat puisque la dénivelée maximale atteint 22 mètres. L'altitude du territoire varie entre 112 m et 134 m.

### Hydrographie

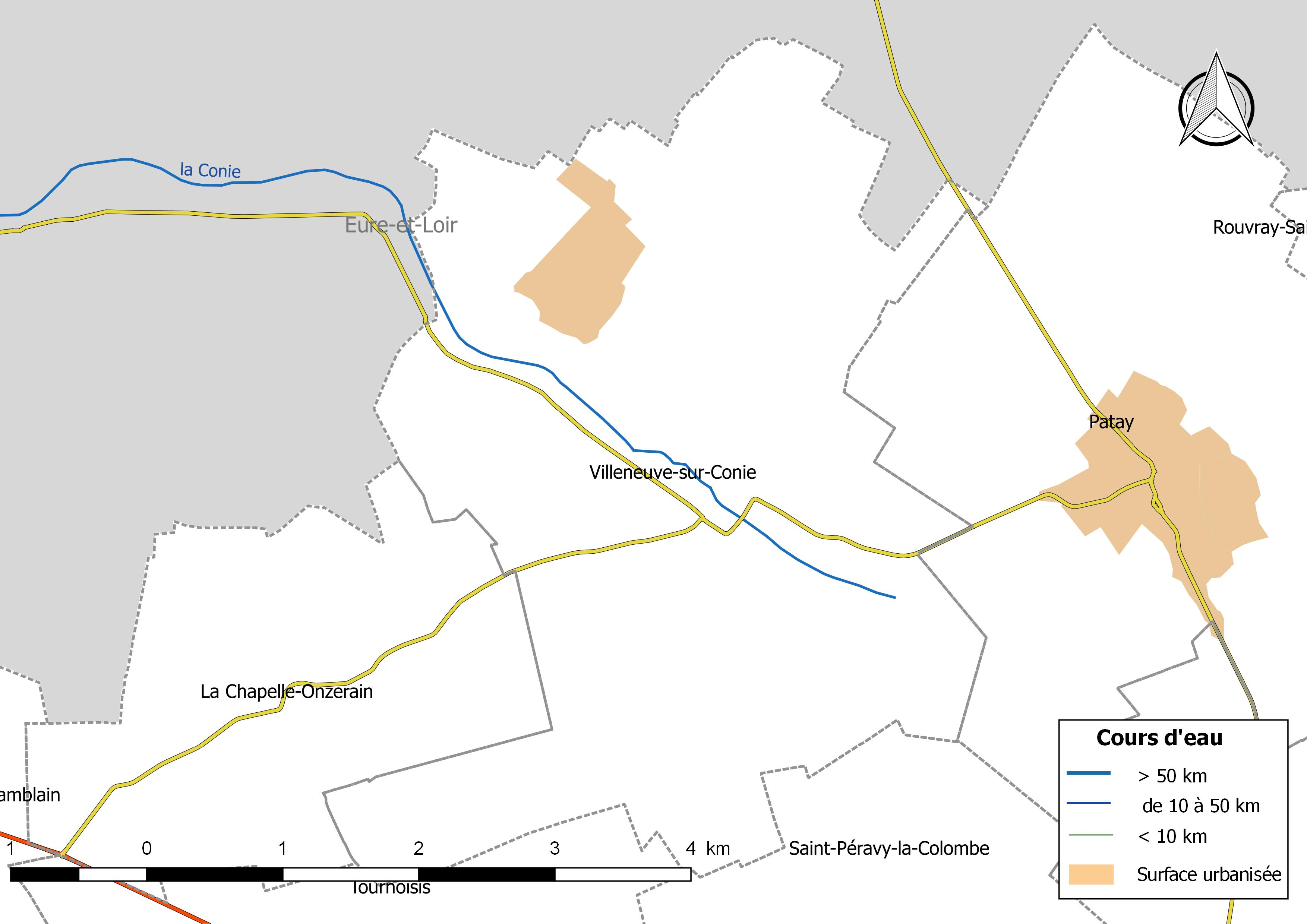
Réseau hydrographique de Villeneuve-sur-Conie.

Le réseau hydrographique communal, d'une longueur totale de 4,21 km, comprend un cours d'eau notable, la Conie (4,212 km), et divers petits cours d'eau.
La Conie, d'une longueur totale de 32,4 km, prend sa source dans la commune de Villeneuve-sur-Conie et se jette  dans le Loir à Donnemain-Saint-Mames (Eure-et-Loir, après avoir traversé communes.
Ce cours d'eau est classé dans la liste 1 au titre de l'article L. 214-17 du code de l'environnement sur le Bassin Loire-Bretagne. Ce classement est réservé aux  des cours d'eau qui sont en très bon état écologique, ou identifiés par les SDAGE des eaux comme jouant le rôle de réservoir biologique nécessaire au maintien ou à l'atteinte du bon état écologique des cours d'eau d'un bassin versant, ou dans lesquels une protection complète des poissons migrateurs est nécessaire. Aucune autorisation ou concession ne peut être accordée pour la construction de nouveaux ouvrages s'ils constituent un obstacle à la continuité écologique et le renouvellement de la concession ou de l'autorisation des ouvrages existants est subordonné à des prescriptions permettant de maintenir le très bon état écologique des eaux. Sur le plan piscicole, la Conie est classée en deuxième catégorie piscicole. L'espèce biologique dominante est constituée essentiellement de poissons blancs (cyprinidés) et de carnassiers (brochet, sandre et perche).

### Climat
Pour des articles plus généraux, voir Climat du Centre-Val de Loire et Climat du Loiret.
En 2010, le climat de la commune est de type climat océanique dégradé des plaines du Centre et du Nord, selon une étude du CNRS s'appuyant sur une série de données couvrant la période 1971-2000. En 2020, Météo-France publie une typologie des climats de la France métropolitaine dans laquelle la commune est exposée à un climat océanique altéré et est dans la région climatique Moyenne vallée de la Loire, caractérisée par une bonne insolation (1 850 h/an) et un été peu pluvieux.
Pour la période 1971-2000, la température annuelle moyenne est de 10,7 °C, avec une amplitude thermique annuelle de 15 °C. Le cumul annuel moyen de précipitations est de 647 mm, avec 10,9 jours de précipitations en janvier et 7,1 jours en juillet. Pour la période 1991-2020, la température moyenne annuelle observée sur la station météorologique de Météo-France la plus proche, sur la commune de Guillonville à 5 km à vol d'oiseau, est de 11,4 °C et le cumul annuel moyen de précipitations est de 617,9 mm,. Pour l'avenir, les paramètres climatiques de la commune estimés pour 2050 selon différents scénarios d'émission de gaz à effet de serre sont consultables sur un site dédié publié par Météo-France en novembre 2022.

### Milieux naturels et biodiversité

#### Sites Natura 2000
Le réseau Natura 2000 est un réseau écologique européen de sites naturels d’intérêt écologique élaboré à partir des Directives «Habitats » et «Oiseaux ». Ce réseau est constitué de Zones Spéciales de Conservation (ZSC) et de Zones de Protection Spéciale (ZPS). Dans les zones de ce réseau, les États membres s'engagent à maintenir dans un état de conservation favorable les types d'habitats et d'espèces concernés, par le biais de mesures réglementaires, administratives ou contractuelles. L'objectif est de promouvoir une gestion adaptée des habitats tout en tenant compte des exigences économiques, sociales et culturelles, ainsi que des particularités régionales et locales de chaque État membre. les activités humaines ne sont pas interdites, dès lors que celles-ci ne remettent pas en cause significativement l’état de conservation favorable des habitats et des espèces concernés,.
Un site Natura 2000 est présent sur le territoire communal de Villeneuve-sur-Conie :  « Beauce et vallée de la Conie ». Ce site a été classé zone de protection spéciale (ZPS) au titre de la Directive "Oiseaux" par arrêté du 4 mai 2007 et est codé FR2410002. D'une superficie de 71 753 ha, la zone s'étend sur 62 communes dont 4 dans le Loiret (Patay, Rouvray-Sainte-Croix, Sougy et Villeneuve-sur-Conie). L'intérêt du site repose essentiellement sur la présence en période de reproduction des espèces caractéristiques de l'avifaune de plaine : œdicnème criard (40-45 couples), alouettes (dont 25-40 couples d'Alouette calandrelle, espèce en limite d'aire de répartition), cochevis, bruants, perdrix grise (population importante), caille des blés, mais également les rapaces typiques de ce type de milieux (Busards cendré et Saint-Martin).

Espèces représentatives de l'avifaune du site Natura 2000 «Beauce et vallée de la Conie ».
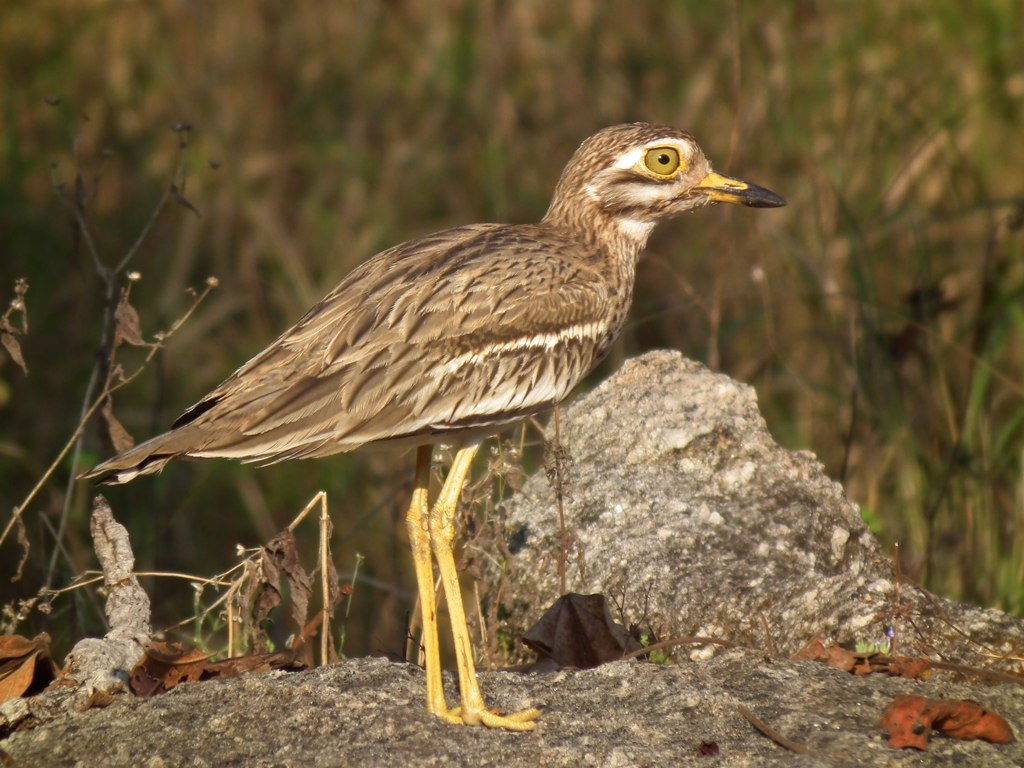
Œdicnème criard
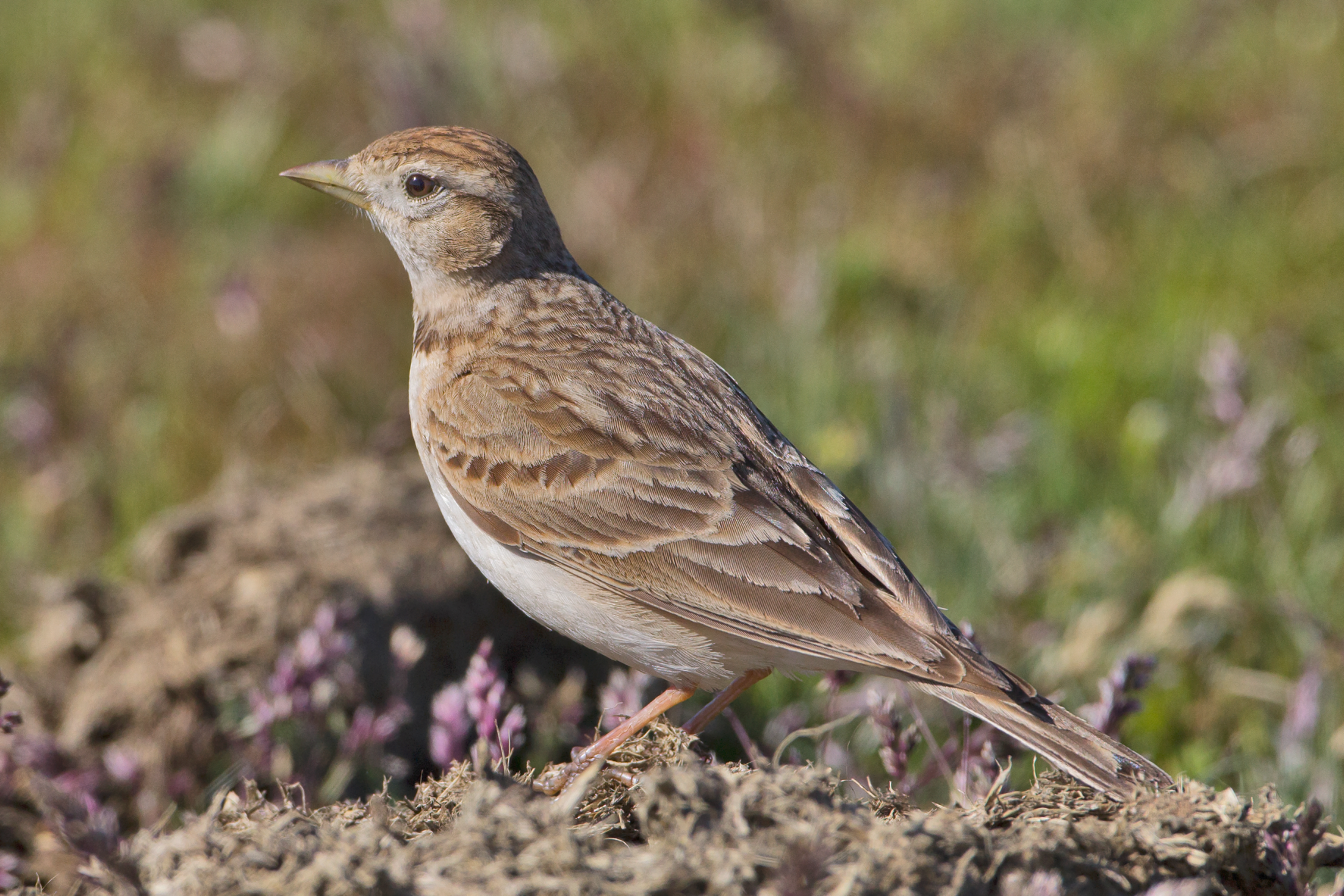
Alouette calandrelle
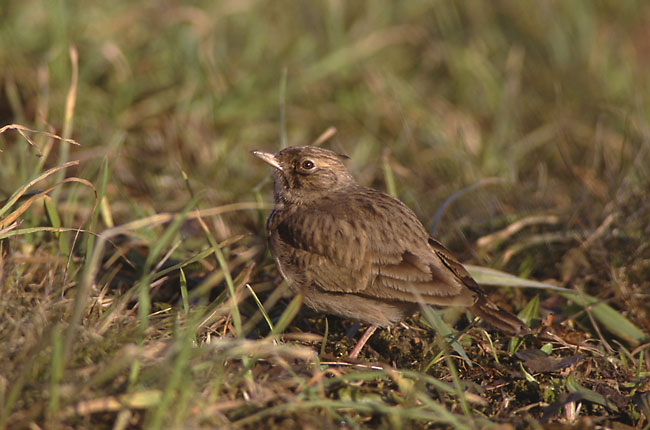
Cochevis huppé (Galerida cristata)
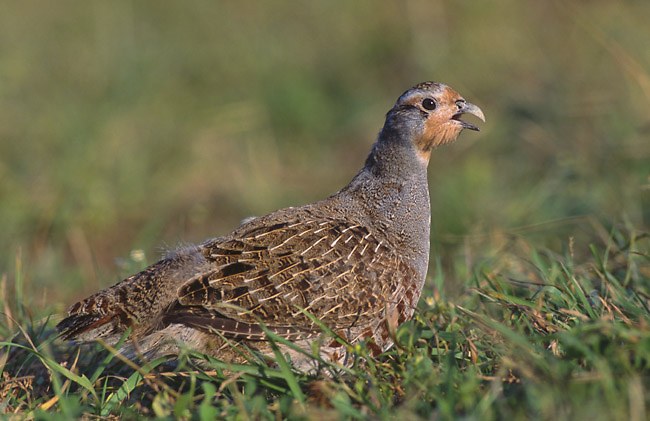
Perdrix grise (Perdix perdix)
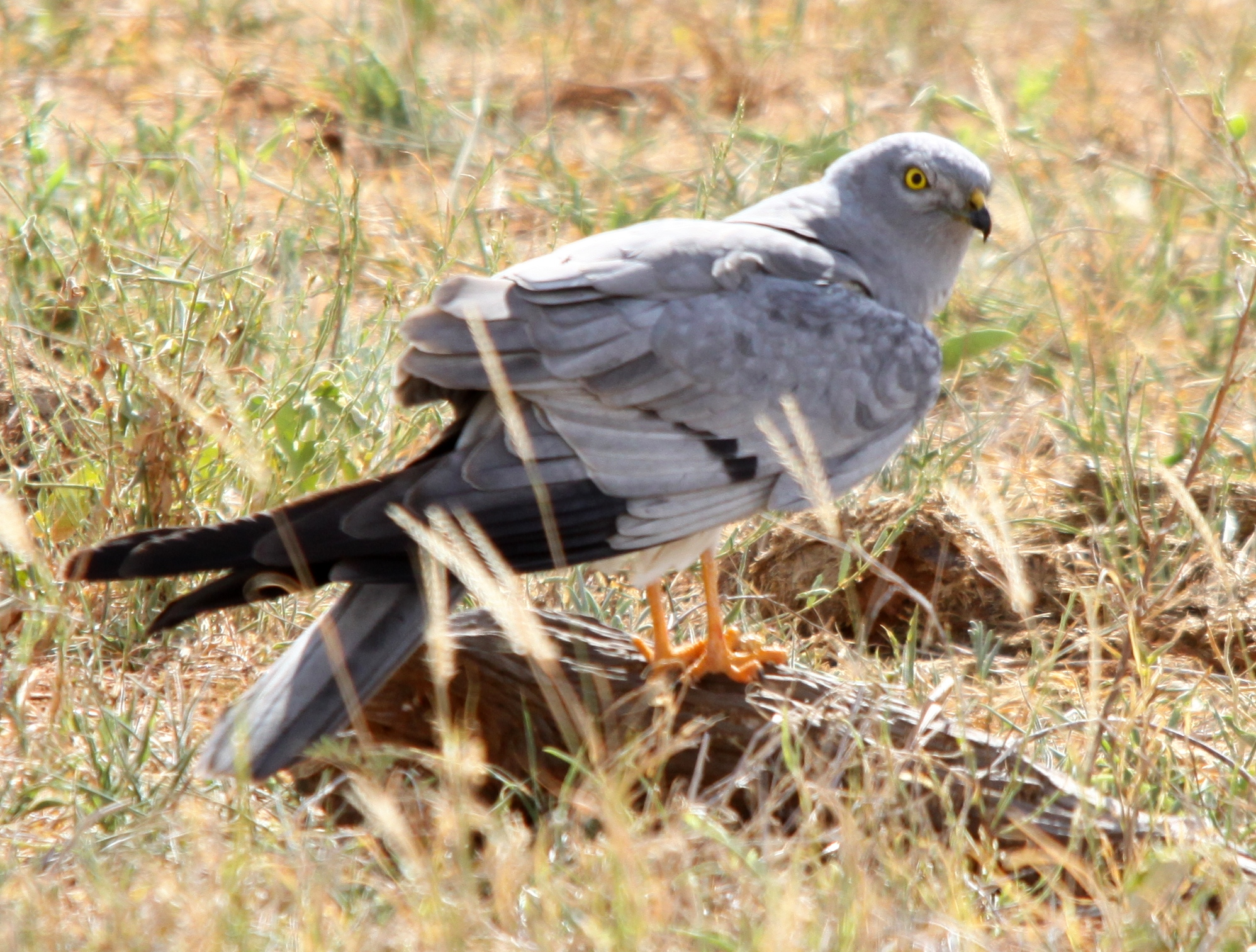
Busard cendré (Circus pygargus) mâle
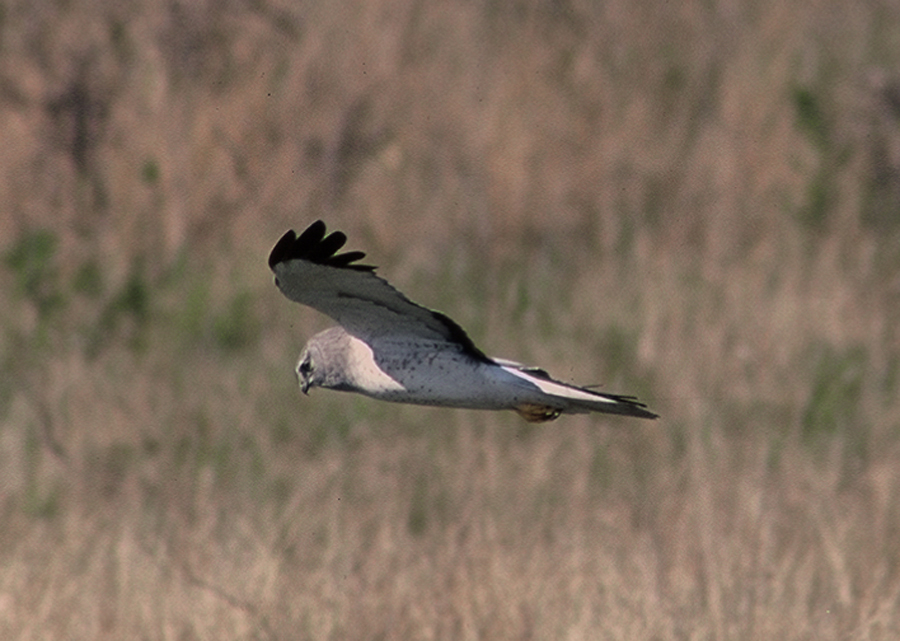
Busard Saint-Martin mâle adulte

#### Zones nationales d'intérêt écologique, faunistique et floristique
L’inventaire des zones naturelles d'intérêt écologique, faunistique et floristique (ZNIEFF) a pour objectif de réaliser une couverture des zones les plus intéressantes sur le plan écologique, essentiellement dans la perspective d’améliorer la connaissance du patrimoine naturel national et de fournir aux différents décideurs un outil d’aide à la prise en compte de l’environnement dans l’aménagement du territoire. Le territoire communal de Villeneuve-sur-Conie comprend trois ZNIEFF.

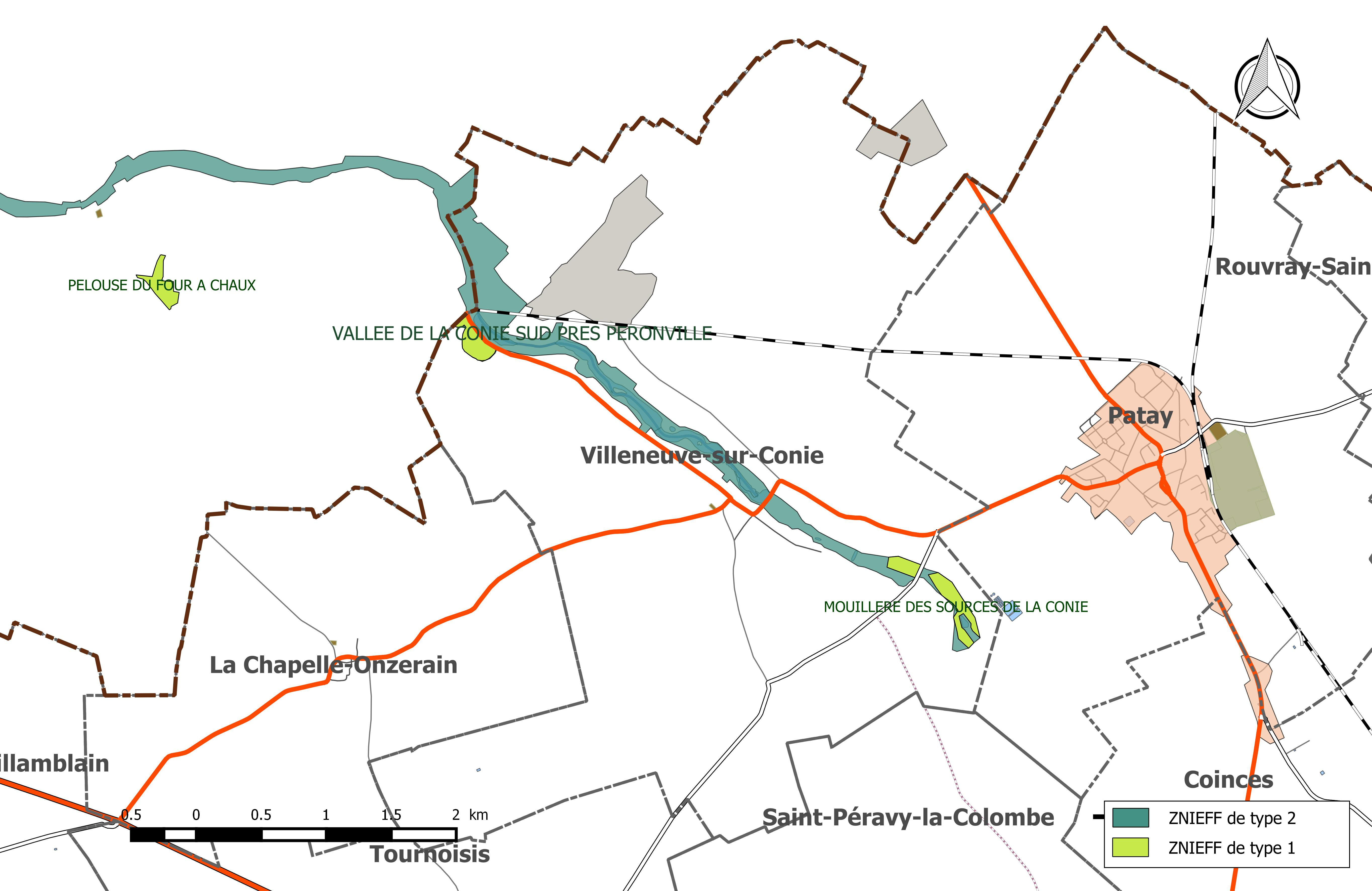
Carte des ZNIEFF de la commune et de ses abords.

| Désignation                                | Type   | Superficie    | Description |
| ------------------------------------------ | ------ | ------------- | --- |
| « Mouillère des sources de la Conie »      | type 1 | 8,85 hectares | Elle est située à l'ouest du bourg. Son altitude est de 115 m. Il s'agit d'une mouillère et d'un plan d'eau en milieu cultivé abritant notamment une très grosse population de Limoselle. Ce milieu est lié à une résurgence de la nappe de Beauce, juste en amont de la source de la Conie. En 2011 et 2013, la zone a été mise en culture et labourée. La population de potentille couchée (Potentilla supina) reste cependant présente en abondance.                                                                |
| « Pelouses de la vallée Samson »           | type 1 | 5,15 hectares | La zone est située au nord-ouest de la commune, le long de la vallée de la Conie. Son altitude est de 119 m. cinq espèces végétales déterminantes ont été notées sur le site ce qui est peu pou ce type de milieu mais l'intérêt de la zone repose plus sur l'état de conservation des milieux patrimoniaux et leurs rareté dans ce secteur de cultures. |
| « Vallée de la Conie sud près Péronville » | type 2 | 196 hectares  | La zone constitue le cours supérieur de la Conie et traverse la commune d'est en ouest. Son altitude varie entre 110 et 128 m. De nombreux oiseaux recolonisent les saulaies et les phragmitaies à la faveur de la remontée de la nappe. On peut citer le milan noir, le busard des roseaux, le vanneau huppé, le râle d'eau, l'aigrette garzette, la sarcelle d'été (1988), la rousserolle verderolle (1982), la rousserolle turdoïde (1995), la locustelle luscinoïde, la bouscarle de Cetti, voire le butor étoilé. |

## Urbanisme

### Typologie
Au 1er janvier 2024, Villeneuve-sur-Conie est catégorisée commune rurale à habitat dispersé, selon la nouvelle grille communale de densité à sept niveaux définie par l'Insee en 2022.
Elle est située hors unité urbaine. Par ailleurs la commune fait partie de l'aire d'attraction d'Orléans, dont elle est une commune de la couronne,. Cette aire, qui regroupe 136 communes, est catégorisée dans les aires de 200 000 à moins de 700 000 habitants,.

### Occupation des sols
L'occupation des sols de la commune, telle qu'elle ressort de la base de données européenne d’occupation biophysique des sols Corine Land Cover (CLC), est marquée par l'importance des territoires agricoles (93,2 % en 2018), en diminution par rapport à 1990 (94,8 %). La répartition détaillée en 2018 est la suivante : 
terres arables (93,2 %), mines, décharges et chantiers (2,9 %), zones humides intérieures (2,2 %), forêts (1,6 %).
L'évolution de l’occupation des sols de la commune et de ses infrastructures peut être observée sur les différentes représentations cartographiques du territoire : la carte de Cassini (XVIIIe siècle), la carte d'état-major (1820-1866) et les cartes ou photos aériennes de l'IGN pour la période actuelle (1950 à aujourd'hui).

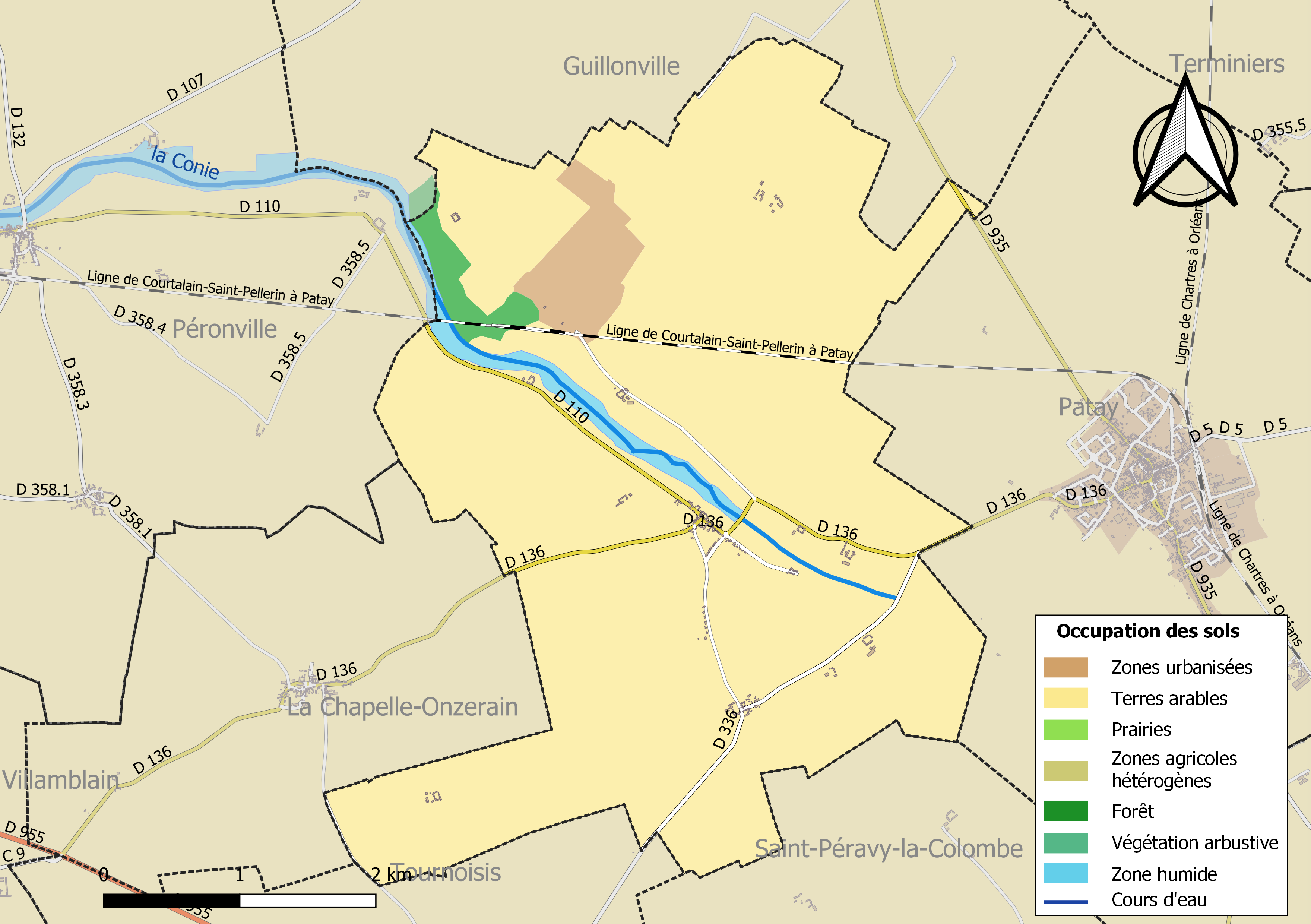
Carte des infrastructures et de l'occupation des sols de la commune en 2018 (CLC).
Carte orthophotographique de la commune en 2016.

### Planification

#### Plan local d'urbanisme
En 2016, la commune ne dispose pas de document d'urbanisme approuvé. De ce fait seules les règles générales du règlement national d'urbanisme s'appliquent. Ainsi tout terrain situé hors des parties actuellement urbanisées est inconstructible hormis dans certains cas spécifiques.

#### Documents d'orientations intercommunaux
La commune est membre du Pays Loire Beauce, qui regroupe 38 communes. En 2012 les Pays Forêt d'Orléans Val de Loire, Loire Beauce et Sologne Val-sud sont les seuls territoires du département du Loiret ne disposant pas de schéma de cohérence territoriale (SCoT). Compte tenu  de l'intérêt de cet outil pour l'avenir des territoires, les élus de ces pays décident d'engager une démarche commune d'élaboration de SCoT. Le comité syndical du Pays Loire Beauce se prononce majoritairement en janvier 2013 pour prendre la compétence  « Elaboration, gestion et suivi du Schéma de Cohérence Territoriale » dans ses statuts. Le périmètre de SCoT à l'échelle des 38 communes composant le Pays Loire Beauce est arrêté par le Comité Syndical le 26 juin 2013. Les trois SCoT sont lancés officiellement et simultanément à La Ferté-Saint-Aubin le 21 juin 2014, l'assistance à maîtrise d'ouvrage étant confiée à un seul bureau d'études. Après étude et concertation de 2014 à 2017, le document doit être approuvé en 2018.

### Voies de communication et transports

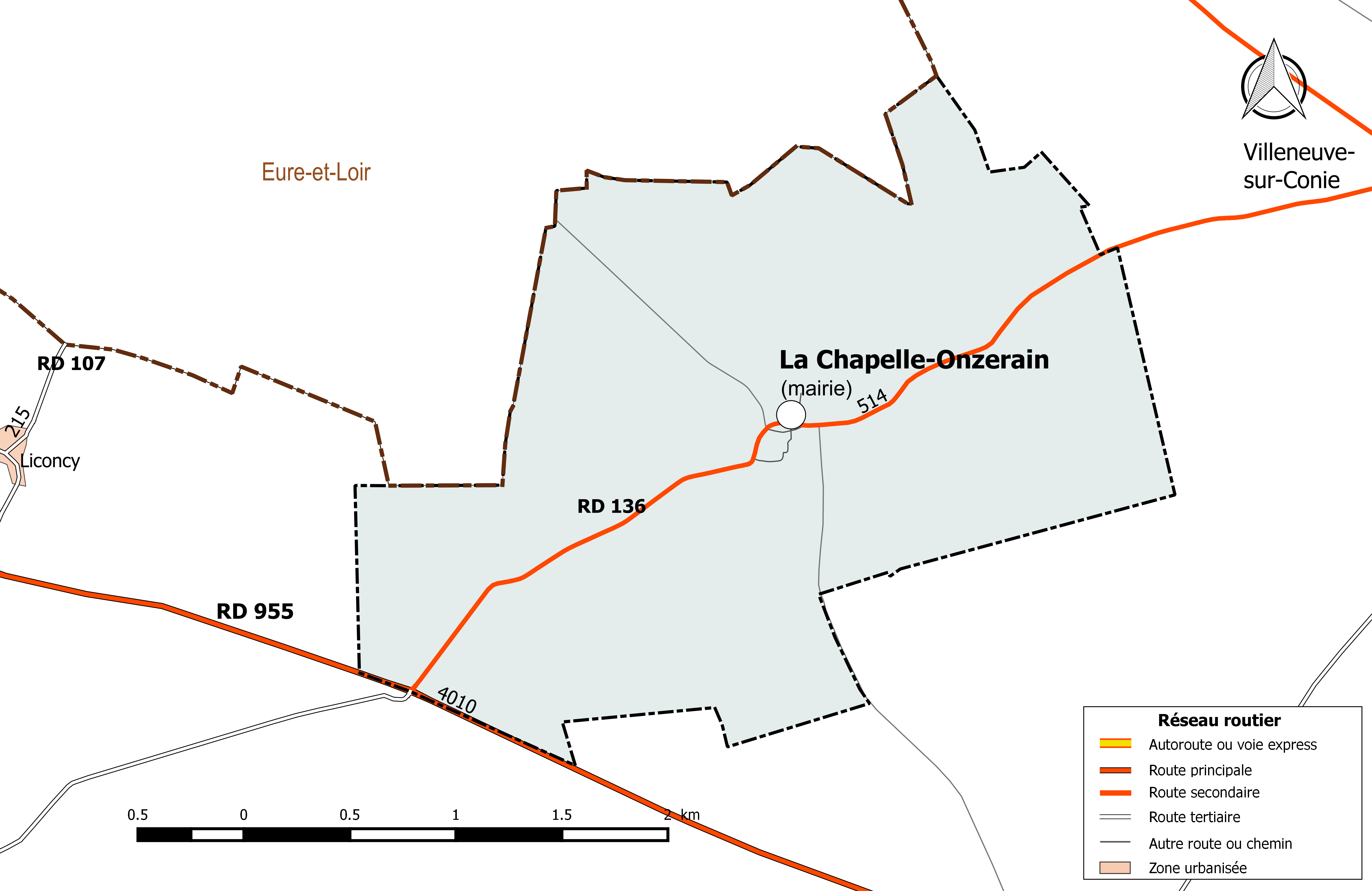
Réseau routier principal de la commune de La Chapelle-Onzerain (avec indication du trafic routier 2014).

#### Infrastructures routières
La commune est traversée par deux routes départementales : la RD 336 (738 véhicules/jour), qui relie la commune à Tournoisis et la RD 136 (514 véhicules/jour), qui relie Patay à La Chapelle-Onzerain. Complétant ces voies, la commune est sillonnée de plusieurs voies communales et chemins ruraux  desservant ses fermes et hameaux et les bourgs environnants.

#### Transports en commun routiers
En 2016, la commune est desservie par la ligne régulière 1B du réseau de transports par autocar Ulys du Conseil départemental du Loiret qui relie Villamblain - Patay - Orléans. Cette ligne propose un nombre de dessertes variable en fonction des jours ouvrables de la semaine. Des correspondances SNCF sont assurées à la gare d'Orléans et TAO et Transbeauce à la Gare routière d'Orléans. À compter du 1er janvier 2017, la compétence des services de transports routiers interurbains, réguliers et à la demande est transférée des départements aux régions, et donc localement du département du Loiret à la région Centre-Val de Loire, consécutivement à la loi NOTRe du 7 août 2015. Dans ce cadre le Réseau de mobilité interurbaine « Rémi » remplace chacun des réseaux départementaux et en particulier le réseau Ulys dans le Loiret et  entre en service à compter de la rentrée scolaire du 4 septembre 2017.

### Risques majeurs
La commune de Villeneuve-sur-Conie est vulnérable à différents aléas naturels : climatiques (hiver exceptionnel ou canicule), mouvements de terrain ou sismique (sismicité très faible). 
Entre 1989 et 2019, un arrêté ministériel ayant porté reconnaissance de catastrophe naturelle a été pris pour le territoire de la commune  pour des inondations et coulées de boue.
Le territoire de la commune peut être concerné par un risque d'effondrement de cavités souterraines non connues. Une cartographie départementale de l'inventaire des cavités souterraines et des désordres de surface a été réalisée. Il a été recensé sur la commune plusieurs effondrements de cavités.
Par ailleurs, le sol du territoire communal peut faire l'objet de mouvements de terrain liés à la sècheresse. Le phénomène de retrait-gonflement des argiles est la conséquence d'un changement d'humidité des sols argileux. Les argiles sont capables de fixer l'eau disponible mais aussi de la perdre en se rétractant en cas de sècheresse. Ce phénomène peut provoquer des dégâts très importants sur les constructions (fissures, déformations des ouvertures) pouvant rendre inhabitables certains locaux. Celui-ci a particulièrement affecté le Loiret après la canicule de l'été 2003. Une grande partie du territoire de la commune est exposée à un aléa « moyen » face à ce risque, selon l'échelle définie par le Bureau de recherches géologiques et minières (BRGM).
Depuis le 22 octobre 2010, la France dispose d’un nouveau zonage sismique divisant le territoire national en cinq zones de sismicité croissante. La commune, à l’instar de l’ensemble du département,  est concernée par un risque très faible.

## Politique et administration

### Découpage territorial

#### Commune: territoire et institution

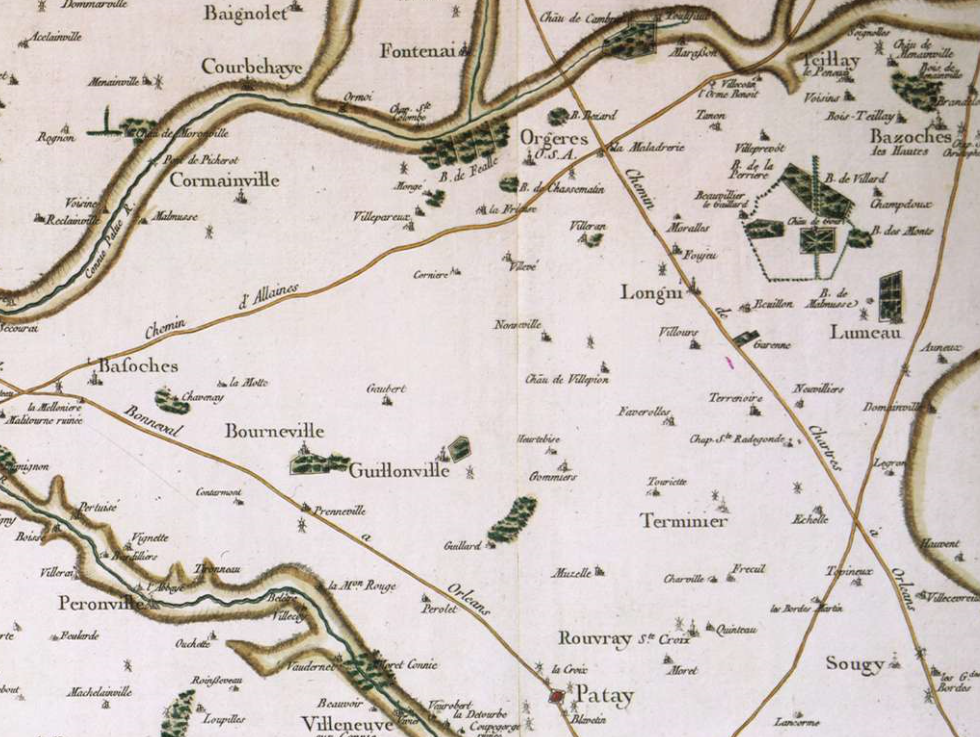
Extrait de la carte de Cassini (1757).

La paroisse et bourg de Villeneuve-sur-Conie acquiert le statut de municipalité avec le  décret du 12 novembre 1789 de l'Assemblée Nationale puis celui de « commune », au sens de l'administration territoriale actuelle, par le décret de la Convention nationale du 10 brumaire an II (31 octobre 1793). Il faut toutefois attendre la loi du 5 avril 1884 sur l'organisation municipale pour qu'un régime juridique uniforme soit défini pour toutes les communes de France, point de départ de l’affirmation progressive des communes face au pouvoir central.
Aucun événement de restructuration majeure du territoire, de type suppression, cession ou réception de territoire, n'a affecté la commune depuis sa création.

#### Circonscriptions administratives et électorales de rattachement
Sous l'Ancien Régime, à la veille des États généraux de 1789, la paroisse de Villeneuve-sur-Conie était rattachée sur le plan ecclésiastique au diocèse de Blois, sur le plan judiciaire au bailliage de Blois, sur le plan militaire au gouvernement d'Orléans et sur le plan administratif à la généralité d'Orléans et à l'élection de Châteaudun.
La loi du 22 décembre 1789 divise le pays en 83 départements découpés chacun en six à neuf districts eux-mêmes découpés en cantons regroupant des communes. Les districts, tout comme les départements, sont le siège d’une administration d’État et constituent à ce titre des circonscriptions administratives. La commune de Villeneuve-sur-Conie est alors incluse dans le canton de Patay, le district d'Orléans et le département du Loiret.
La recherche d’un équilibre entre la volonté d’organiser une administration dont les cadres permettent l’exécution et le contrôle des lois d’une part, et la volonté d’accorder une certaine autonomie aux collectivités de base (paroisses, bourgs, villes) d’autre part, s’étale de 1789 à 1838. Les découpages territoriaux évoluent ensuite au gré des réformes visant à décentraliser ou recentraliser l'action de l'État. La régionalisation fonctionnelle des services de l'État (1945-1971) aboutit à la création de régions. L'acte I de la décentralisation de 1982-1983 constitue une étape importante en donnant l'autonomie aux collectivités territoriales, régions, départements et communes. L'acte II intervient en 2003-2006, puis l'acte III en 2012-2015. Parallèlement l'État se réforme périodiquement. La réforme de l’administration territoriale de l’État (RéATE), entrée en vigueur au 1er janvier 2010 et issue de la révision générale des politiques publiques (RGPP) est une des grandes réformes visant à simplifier l'organisation de l’État.
Le tableau suivant présente les rattachements, au niveau infra-départemental, de la commune de Villeneuve-sur-Conie aux différentes circonscriptions administratives et électorales ainsi que l'historique de l'évolution de leurs territoires.
| Circonscription             | Nom                | Dernière période | Type de circonscription      | Évolution du découpage territorial |
| --------------------------- | ------------------ | ---------------- | ---------------------------- | --- |
| District                    | Orléans            | 1790-1795        | Administrative               | La commune est rattachée au district d'Orléans de 1790 à 1795,. La Constitution du 5 fructidor an III, appliquée à partir de vendémiaire an IV (1795) supprime les districts, rouages administratifs liés à la Terreur, mais maintient les cantons qui acquièrent dès lors plus d'importance. |
| Canton                      | Patay              | 1790-1801        | Électorale                   | En 1790, lors de la création des cantons, districts et départements, la commune de Villeneuve-sur-Conie est rattachée au canton de Patay. Les cantons sont supprimés, en tant que découpage administratif, par une loi du 26 juin 1793, et ne conservent qu'un rôle électoral. Ils permettent l’élection des électeurs du second degré chargés de désigner les députés. Ils acquièrent une fonction administrative avec la disparition des districts en 1795. |
| Canton                      | Patay              | 1801-2015        | Administrative et électorale | Sous le Consulat, un redécoupage territorial visant à réduire le nombre de justices de paix ramène le nombre de cantons dans le Loiret de 59 à 31. Villeneuve-sur-Conie est alors rattachée au canton de Patay par arrêté du 9 vendémiaire an X (30 septembre 1801),. |
| Canton                      | Meung-sur-Loire    | 2015-            | Électorale                   | La loi du 17 mai 2013 et ses décrets d'application publiés en février et mars 2014 introduisent un nouveau découpage territorial pour les élections départementales. La commune est alors rattachée au canton de Meung-sur-Loire. Depuis cette réforme, plus aucun service de l'État n'exerce sa compétence sur un territoire s'appuyant sur le nouveau découpage cantonal. Le canton a disparu en tant que circonscription administrative de l'État ; il est désormais uniquement une circonscription électorale destinée à l'élection d'un binôme de conseillers départementaux siégeant au conseil départemental. |
| Arrondissement              | Orléans            | 1801-            | Administrative               | Villeneuve-sur-Conie est rattachée à l'arrondissement d'Orléans depuis sa création en 1801,. |
| Circonscription législative | 2e circonscription | 2010-            | Électorale                   | Lors du découpage législatif de 1986, le nombre de circonscriptions législatives passe dans le Loiret de 4 à 5. Un nouveau redécoupage intervient en 2010 avec la loi du 23 février 2010. En attribuant un siège de député « par tranche » de 125 000 habitants, le nombre de circonscriptions par département varie désormais de 1 à 21,. Dans le Loiret, le nombre de circonscriptions passe de cinq à six. La réforme n'affecte pas Villeneuve-sur-Conie qui reste rattachée à la deuxième circonscription. |

#### Collectivités territoriales
La commune de Villeneuve-sur-Conie est rattachée au département du Loiret et à la région Centre-Val de Loire, à la fois circonscriptions administratives de l'État et collectivités territoriales.

#### Intercommunalités

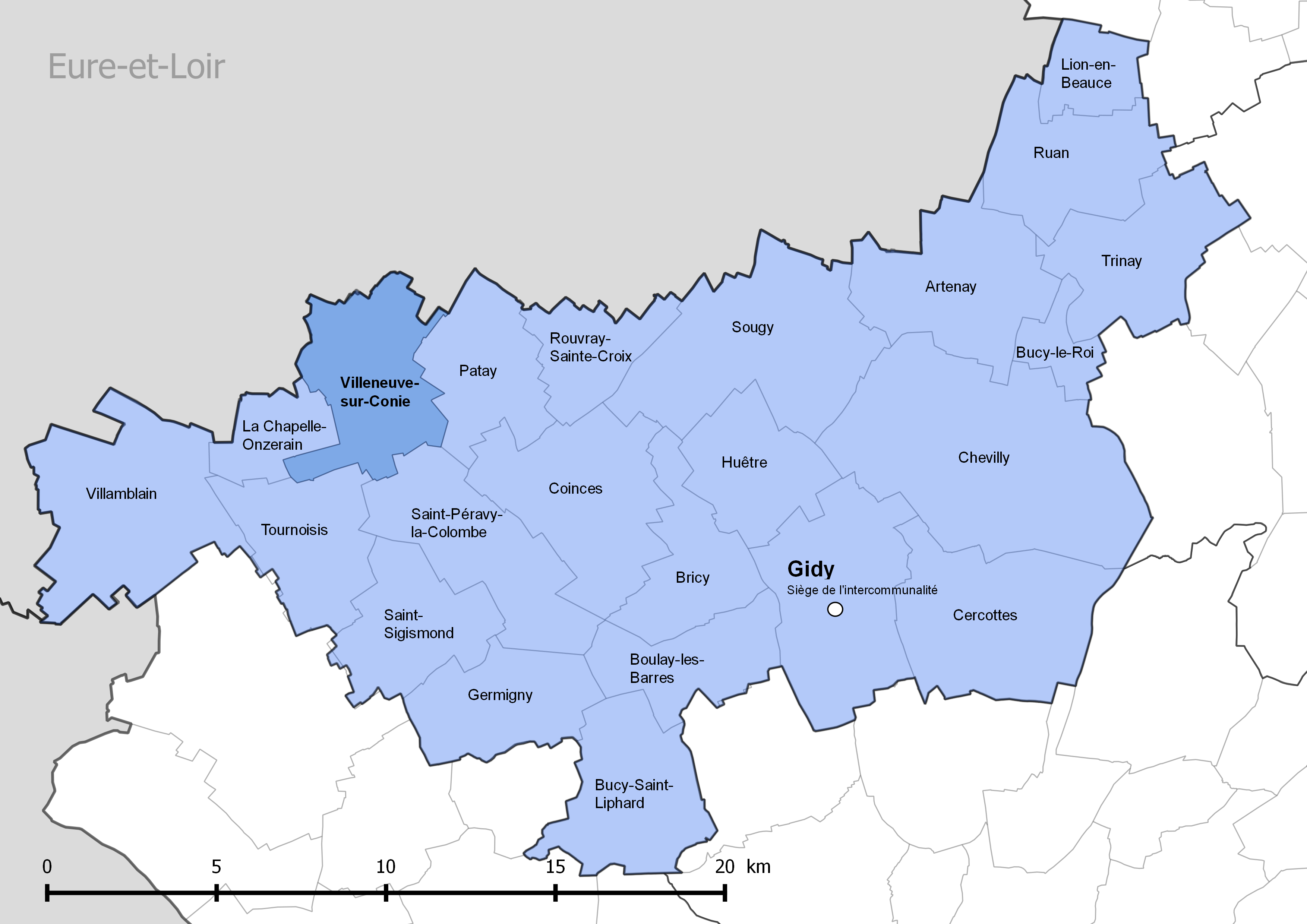
Localisation de la commune de Villeneuve-sur-Conie dans la communauté de communes de la Beauce loirétaine.

La commune de Villeneuve-sur-Conie n'appartient à aucune intercommunalité à fiscalité propre jusqu'en 2011 et fait partie, à cette date, des 68 communes du Loiret dites « isolées », dont les dix communes du canton de Patay. La commune adhère à la communauté de communes de la Beauce loirétaine lors de la création de cette intercommunalité le 26 décembre 2012. Les compétences transférées sont : la collecte et le traitement des déchets, l'assainissement non collectif, certains actions de développement et d'aménagement économique (zones d'activités), le développement et aménagement social et culturel, l'aménagement de l'espace (SCOT, PLU), la voirie, le développement touristique, le logement et l'habitat (PLH, OPAH), préfiguration des pays.
La commune appartient à d'autres établissements publics de coopération intercommunale, de type syndicats ou autres regroupements intercommunaux. Le découpage territorial de ces structures est en constante évolution dans une perspective de rationalisation et d'efficience des services.

### Politique et administration municipales

#### Conseil municipal et maire
Depuis les élections municipales de 2014, le conseil municipal  de Villeneuve-sur-Conie, commune de moins de 1 000 habitants, est élu au scrutin majoritaire plurinominal à deux tours, les électeurs pouvant modifier les listes, panacher, ajouter ou supprimer des candidats sans que le vote soit nul,  pour un mandat de six ans renouvelable. Il est composé de 11 membres. L'exécutif communal, est constitué par le maire, élu par le conseil municipal, parmi ses membres, pour un mandat de six ans, c'est-à-dire pour la durée du mandat du conseil.
| Période                                  | Période      | Identité       | Étiquette | Qualité                |
| ---------------------------------------- | ------------ | -------------- | --------- | ---------------------- |
| mars 2001                                | 2014         | Chantal Joseph |           | Agricultrice           |
| mars 2014                                | juillet 2020 | Michel Thomain |           | Agriculteur exploitant |
| juillet 2020                             | En cours     | Sylvie Cisse,  |           | Employée de commerce   |
| Les données manquantes sont à compléter. |              |                |           |                        |

## Équipements et services

### Environnement

#### Gestion des déchets
Au 31 décembre 2016, la commune est membre du SIRTOM de la région d'Artenay (SIRTOMRA), créé en 1971. Celui-ci assure la collecte et le traitement des ordures ménagères résiduelles en porte à porte, des emballages ménagers recyclables en porte à porte ou en points d’apport volontaire, du verre en points d’apport volontaire et des papiers en points d’apport volontaire. Un réseau de quatre déchèteries accueille les encombrants et autres déchets spécifiques (déchets verts, déchets dangereux, gravats, ferraille, cartons…). La déchèterie la plus proche de la commune est située sur la commune de Patay.
L'élimination et la valorisation énergétique des déchets sont effectuées dans l'outil de traitement appelé BEGEVAL, installé à Pithiviers et géré par le syndicat de traitement Beauce Gâtinais Valorisation (BGV) qui regroupe le territoire des trois syndicats de collecte : SMETOM, SITOMAP et SIRTOMRA. Cet outil est composé d’un centre de valorisation matière qui trie les emballages issus de la collecte sélective, les journaux-magazines et les cartons de déchèteries, et d’un centre de valorisation énergétique qui incinère les ordures ménagères résiduelles et le tout-venant incinérable des déchèteries ainsi que les refus du centre de tri.
Depuis le 1er janvier 2017, la « gestion des déchets ménagers » ne fait plus partie des compétences de la commune mais est une compétence obligatoire de la communauté de communes de la Beauce loirétaine, en application de la loi NOTRe du 7 août 2015.

#### Production et distribution d'eau
Le service public d’eau potable est une compétence obligatoire des communes depuis l’adoption de la loi du 30 décembre 2006 sur l’eau et les milieux aquatiques. Au 31 décembre 2016, la production et la distribution de l'eau potable sur le territoire communal sont assurées par la commune elle-même.
La loi NOTRe du 7 août 2015 prévoit que le transfert des compétences « eau et assainissement » vers les communautés de communes sera obligatoire à compter du 1er janvier 2020. Le transfert d’une compétence entraîne  de  facto  la  mise  à disposition  gratuite  de  plein droit des biens, équipements et services publics utilisés, à la date du transfert, pour l'exercice de ces compétences et la substitution de la communauté dans les droits et obligations des communes,.

#### Assainissement
L’assainissement non collectif (ANC) désigne les installations individuelles de traitement des eaux domestiques qui ne sont pas desservies par un réseau public de collecte des eaux usées et qui doivent en conséquence traiter elles-mêmes leurs eaux usées avant de les rejeter dans le milieu naturel. En 2016, la communauté de communes de la Beauce loirétaine assure le service public d'assainissement non collectif (SPANC), qui a pour mission de vérifier la bonne exécution des travaux de réalisation et de réhabilitation, ainsi que le bon fonctionnement et l’entretien des installations,.

## Population et société

### Démographie
L'évolution du nombre d'habitants est connue à travers les recensements de la population effectués dans la commune depuis 1793. Pour les communes de moins de 10 000 habitants, une enquête de recensement portant sur toute la population est réalisée tous les cinq ans, les populations de référence des années intermédiaires étant quant à elles estimées par interpolation ou extrapolation. Pour la commune, le premier recensement exhaustif entrant dans le cadre du nouveau dispositif a été réalisé en 2005.
En 2022, la commune comptait 192 habitants, en évolution de −8,13 % par rapport à 2016 (Loiret : +1,89 %, France hors Mayotte : +2,11 %).
| 1793 | 1800 | 1806 | 1821 | 1831 | 1836 | 1841 | 1846 | 1851 |
| ---- | ---- | ---- | ---- | ---- | ---- | ---- | ---- | ---- |
| 220  | 263  | 274  | 285  | 285  | 300  | 257  | 265  | 315  |

| 1856 | 1861 | 1866 | 1872 | 1876 | 1881 | 1886 | 1891 | 1896 |
| ---- | ---- | ---- | ---- | ---- | ---- | ---- | ---- | ---- |
| 328  | 320  | 311  | 330  | 317  | 336  | 350  | 334  | 329  |

| 1901 | 1906 | 1911 | 1921 | 1926 | 1931 | 1936 | 1946 | 1954 |
| ---- | ---- | ---- | ---- | ---- | ---- | ---- | ---- | ---- |
| 359  | 328  | 363  | 285  | 257  | 286  | 248  | 268  | 263  |

| 1962 | 1968 | 1975 | 1982 | 1990 | 1999 | 2005 | 2006 | 2010 |
| ---- | ---- | ---- | ---- | ---- | ---- | ---- | ---- | ---- |
| 217  | 194  | 172  | 174  | 224  | 195  | 211  | 210  | 204  |

| 2015 | 2020 | 2022 | - | - | - | - | - | - |
| ---- | ---- | ---- | - | - | - | - | - | - |
| 211  | 197  | 192  | - | - | - | - | - | - |

## Culture locale et patrimoine

### Lieux et monuments
- Église de la Très-Sainte-Trinité. La première église, aujourd'hui démolie, datait du XIIIe siècle. L'église d'aujourd'hui date de la fin du XVe siècle[95].